# Liste der Kulturdenkmale in Seestermühe
In der Liste der Kulturdenkmale in Seestermühe sind alle Kulturdenkmale der schleswig-holsteinischen Gemeinde Seestermühe (Kreis Pinneberg) und ihrer Ortsteile aufgelistet (Stand: 14. April 2025).

## Legende
In den Spalten befinden sich folgende Informationen:
- Objekt-ID: die Nummer des Kulturdenkmales
- Lage: die Adresse des Kulturdenkmales und die geographischen Koordinaten. Kartenansicht, um Koordinaten zu setzen. In der Kartenansicht sind Kulturdenkmale ohne Koordinaten mit einem roten Marker dargestellt und können in der Karte gesetzt werden. Kulturdenkmale ohne Bild sind mit einem blauen Marker gekennzeichnet, Kulturdenkmale mit Bild mit einem grünen Marker.
- Offizielle Bezeichnung: Bezeichnung des Kulturdenkmales
- Beschreibung: die Beschreibung des Kulturdenkmales
- Bild: ein Bild des Kulturdenkmales

## Bauliche Anlagen
| Objekt-ID      | Lage                                               | Offizielle Bezeichnung                         | Beschreibung | Bild                                    |
| -------------- | -------------------------------------------------- | ---------------------------------------------- | --- | --------------------------------------- |
| 7977 Wikidata  | Am Altenfeldsdeich 6 (53° 42′ 15″ N, 9° 33′ 41″ O) | Hofanlage: Haupthaus                           | Fachhallenhaus von 10 Fach in Form eines Halbkreuzhauses, Baujahr 1812. Massive Außenwände. Vollwalm auf der Wirtschaftsseite, Halbwalm im Wohnteil. Im Grootdörsturz folgende Inschrift: CLAUS • DETJENS METTA • DETJENS / DEN 24 APRIL • 1812; Alteintragung (Aktualisierung vorgesehen) - Begründung: Alteintragung (Aktualisierung vorgesehen) - Schutzumfang: Alteintragung (Aktualisierung vorgesehen) - Denkmaltyp: Bauliche Anlage | Fotos hochladen                         |
| 7993 Wikidata  | Am Altenfeldsdeich 6 (53° 42′ 14″ N, 9° 33′ 43″ O) | Hofanlage: Göpelschauer                        | Überdachter Rundlauf für Arbeitstiere mit polygonalem Grundriss und Reetdeckung. Ursprünglich offen, später vermauert. Göpelwerk nicht erhalten. Alteintragung (Aktualisierung vorgesehen) - Begründung: Alteintragung (Aktualisierung vorgesehen) - Schutzumfang: Alteintragung (Aktualisierung vorgesehen) - Denkmaltyp: Bauliche Anlage | Fotos hochladen                         |
| 8108 Wikidata  | Dorfstraße 58 (53° 42′ 8″ N, 9° 34′ 36″ O)         | Hofanlage: Haupthaus                           | Haupthaus der Hofanlage von Drathen, Baujahr: 1781 Fachhallenhaus von 12 Fach in Form eines Kreuzhauses mit Durchgangsdiele. Alle Giebel als Vollgiebel mit Verschalung. Inschrift über der Grootdör: HERR ICH LASSE DICH NICHT DU SEGNES MICH DEN DEN DER HERR IST MEIN HIRTTE MIR WIRDT NICHTS MANGELN MICHAEL HÄGEMAN MAGRETHA HÄGEMANS ANNO 1781 d 14 JUNY; Alteintragung (Aktualisierung vorgesehen) - Begründung: Alteintragung (Aktualisierung vorgesehen) - Schutzumfang: Alteintragung (Aktualisierung vorgesehen) - Denkmaltyp: Bauliche Anlage | Fotos hochladen                         |
| 8109 Wikidata  | Dorfstraße 58 (53° 42′ 7″ N, 9° 34′ 37″ O)         | Hofanlage: Scheune                             | Scheune der Hofanlage von Drathen, Baujahr: 1801; Zweiständer-Fachhallenbau von 12 Fach mit Längsdurchfahrt. Vollwalm auf Vorder- und Hinterseite. Eingeschnittene Inschrift über dem Grootdörsturz? MICHEL HÄGEMAN MARGRETGA HÄGEMANS / ANNO 1801 AM 18 APRIL; Alteintragung (Aktualisierung vorgesehen) - Begründung: Alteintragung (Aktualisierung vorgesehen) - Schutzumfang: Alteintragung (Aktualisierung vorgesehen) - Denkmaltyp: Bauliche Anlage                                                                                                 | Fotos hochladen                         |
| 8131 Wikidata  | Dorfstraße 60 (53° 42′ 7″ N, 9° 34′ 43″ O)         | Hofanlage: Scheunen                            | Zwei Scheunen von 11 Fach mit Längsdurchfahrt, Baujahre: 1842 und 1878 Reetdach. Vollwalm auf einer Seite, auf der anderen verschalter Vollgiebel. Fachwerkwände. Inschriften: Gott mit uns Anno Domini den 18. Mai 1842 (Scheune an der Straße) Franz Breckwoldt, den 4. Juni 1873 (hintere Scheune); Alteintragung (Aktualisierung vorgesehen) - Begründung: Alteintragung (Aktualisierung vorgesehen) - Schutzumfang: Alteintragung (Aktualisierung vorgesehen) - Denkmaltyp: Bauliche Anlage                                                          | Fotos hochladen                         |
| 8132 Wikidata  | Dorfstraße 60 (53° 42′ 7″ N, 9° 34′ 45″ O)         | Hofanlage: Stall                               | Alteintragung (Aktualisierung vorgesehen) - Begründung: Alteintragung (Aktualisierung vorgesehen) - Schutzumfang: Alteintragung (Aktualisierung vorgesehen) - Denkmaltyp: Bauliche Anlage | BW                                      |
| 25624          | Im Esch 16 (53° 41′ 20″ N, 9° 33′ 44″ O)           | Fachhallenhaus                                 | Fachhallenhaus; nach 1800 errichtet, um 1920 erweitert; Ziegelbau unter reetgedecktem Satteldach, Wohngiebel mit Halbwalm und Eulengiebel, gemauerter Wirtschaftsgiebel mit figürlicher Reliefdarstellung über Grootdör; Baumreihe vor Wohngiebel, Stöpe in Eschdeich - Begründung: geschichtlich, technisch, Kulturlandschaft prägend - Schutzumfang: Fachhallenhaus, Baumreihe, Stöpe - Denkmaltyp: Bauliche Anlage | Fotos hochladen                         |
| 26295 Wikidata | Mühlendeich 8 (53° 42′ 47″ N, 9° 33′ 20″ O)        | Wohn- und Wirtschaftsgebäude                   | Wohn- und Wirtschaftsgebäude; im Kern um 1780, Erneuerungen im 19. und 20. Jahrhundert, Fachhallenhaus, Außenwände massiv erneuert, Reetdach - Begründung: geschichtlich, Kulturlandschaft prägend - Schutzumfang: Wohn- und Wirtschaftsgebäude - Denkmaltyp: Bauliche Anlage | Fotos hochladen                         |
| 30492 Wikidata | Mühlendeich 27 (53° 42′ 54″ N, 9° 33′ 48″ O)       | Ehemalige Doppelkate                           | ehemalige Doppelkate; 19. Jh.; schlichter geschlämmter Backsteinbau, eingeschossig mit reetgedecktem Satteldach, beidseitige Erschließung durch Längsmittelgang belegt ursprüngliche Anlage als Doppelkate - Begründung: geschichtlich, Kulturlandschaft prägend - Schutzumfang: gesamtes Objekt - Denkmaltyp: Bauliche Anlage | BW                                      |
| 1047 Wikidata  | Schulstraße 15 (53° 42′ 27″ N, 9° 34′ 7″ O)        | Gut Seestermühe: Herrenhaus                    | Das Herrenhaus aus dem 18./19. Jahrhundert ist ein eingeschossiges, neunachsiges Bauwerk mit einem zur Lindenallee ausgerichteten Mittelrisalit. Das Haus steht am Südostende der Sichtachse, an deren Nordwestende das Teehaus steht. Alteintragung (Aktualisierung vorgesehen) - Begründung: Alteintragung (Aktualisierung vorgesehen) - Schutzumfang: Alteintragung (Aktualisierung vorgesehen) - Denkmaltyp: Bauliche Anlage | Fotos hochladen                         |
| 2742 Wikidata  | Schulstraße 15 (53° 42′ 39″ N, 9° 33′ 30″ O)       | Gut Seestermühe: Gartenpavillon                | Das Teehaus steht am Ende der vierreihigen Lindenallee. Es wurde 1760 erstellt, vermutlich nach Plänen des Barockbaumeisters Ernst Georg Sonnin. Alteintragung (Aktualisierung vorgesehen) - Begründung: Alteintragung (Aktualisierung vorgesehen) - Schutzumfang: Alteintragung (Aktualisierung vorgesehen) - Denkmaltyp: Bauliche Anlage | Fotos hochladen                         |
| 13635 Wikidata | Schulstraße 15 (53° 42′ 24″ N, 9° 33′ 59″ O)       | Gut Seestermühe: Wirtschaftshofinsel           | Alteintragung (Aktualisierung vorgesehen) - Begründung: Alteintragung (Aktualisierung vorgesehen) - Schutzumfang: Alteintragung (Aktualisierung vorgesehen) - Denkmaltyp: Bauliche Anlage | BW                                      |
| 13638 Wikidata | Schulstraße 15 (53° 42′ 31″ N, 9° 33′ 56″ O)       | Gut Seestermühe; Querallee mit Linden          | Alteintragung (Aktualisierung vorgesehen) - Begründung: geschichtlich, künstlerisch, Kulturlandschaft prägend - Schutzumfang: Alteintragung (Aktualisierung vorgesehen) - Denkmaltyp: Bauliche Anlage | BW                                      |
| 13640 Wikidata | Schulstraße 15 (53° 42′ 35″ N, 9° 33′ 51″ O)       | Gut Seestermühe: Mausoleum                     | Das Mausoleum der Familie Kielmansegg wurde 1904 etwas abseits der Lindenallee gebaut. Es ist ein Backsteinbau mit flachem Satteldach. Der Giebel wird an der Spitze von einem Kreuz abgeschlossen, über dem Eingangsportal ist ein Wappen angebracht. Alteintragung (Aktualisierung vorgesehen) - Begründung: Alteintragung (Aktualisierung vorgesehen) - Schutzumfang: Alteintragung (Aktualisierung vorgesehen) - Denkmaltyp: Bauliche Anlage | Fotos hochladen                         |
| 13641 Wikidata | Schulstraße 15 (53° 42′ 28″ N, 9° 34′ 6″ O)        | Gut Seestermühe: sog. Uhrenhaus                | Wegen des Dachreiters mit Uhr und Glocke bekam das Haus seinen Namen. Das Gebäude entstand nach einem Brand des Vorgängerbaus um 1900. Es diente zur Unterbringung von Fahrzeugen und Gerätschaften. Es gab auch Zimmer für Gutsangstellte. Alteintragung (Aktualisierung vorgesehen) - Begründung: Alteintragung (Aktualisierung vorgesehen) - Schutzumfang: Alteintragung (Aktualisierung vorgesehen) - Denkmaltyp: Bauliche Anlage | Fotos hochladen                         |
| 13642 Wikidata | Schulstraße 15 (53° 42′ 26″ N, 9° 34′ 5″ O)        | Gut Seestermühe: sog. Meierhaus                | In dem 1793 gebauten Wirtschaftsgebäude war eine Meierei untergebracht, es diente aber auch als Stallung und Unterkunft für Gutsangestellte. 1976 wurde es zu Wohnzwecken umgebaut. Alteintragung (Aktualisierung vorgesehen) - Begründung: Alteintragung (Aktualisierung vorgesehen) - Schutzumfang: Alteintragung (Aktualisierung vorgesehen) - Denkmaltyp: Bauliche Anlage | Fotos hochladen                         |
| 13646 Wikidata | Schulstraße 15 (53° 42′ 27″ N, 9° 34′ 5″ O)        | Gut Seestermühe; Hofpflaster                   | Alteintragung (Aktualisierung vorgesehen) - Begründung: Alteintragung (Aktualisierung vorgesehen) - Schutzumfang: Alteintragung (Aktualisierung vorgesehen) - Denkmaltyp: Bauliche Anlage | Fotos hochladen                         |
| 13647 Wikidata | Schulstraße 15 ()                                  | Gut Seestermühe; ehem. Toreinfahrt             | Alteintragung (Aktualisierung vorgesehen) - Begründung: Alteintragung (Aktualisierung vorgesehen) - Schutzumfang: Alteintragung (Aktualisierung vorgesehen) - Denkmaltyp: Bauliche Anlage | Direkt Bild zu diesem Denkmal hochladen |
| 13648 Wikidata | Schulstraße 16 (53° 42′ 27″ N, 9° 34′ 11″ O)       | Gut Seestermühe; Verwalterhaus                 | Siebenachsiges Haus mit dreiachsigem Mittelrisalit, auch Kutscherhaus genannt. Wohnsitz des Kutschers/Chauffeurs. Im 18. Jahrhundert erbaut, um 1900 für Wohnzwecke umgebaut. Alteintragung (Aktualisierung vorgesehen) - Begründung: Alteintragung (Aktualisierung vorgesehen) - Schutzumfang: Alteintragung (Aktualisierung vorgesehen) - Denkmaltyp: Bauliche Anlage | Fotos hochladen                         |
| 13649 Wikidata | Schulstraße 16 (53° 42′ 28″ N, 9° 34′ 12″ O)       | Gut Seestermühe; Scheune von 1761              | Zweiständerbau von 7 Fach mit Längsdurchfahrt und Vollwalm vorn und hinten. Inschrift über dem Tor zeigt unter anderem das Baujahr 1761. Lage neben dem Verwalterhaus. Alteintragung (Aktualisierung vorgesehen) - Begründung: Alteintragung (Aktualisierung vorgesehen) - Schutzumfang: Alteintragung (Aktualisierung vorgesehen) - Denkmaltyp: Bauliche Anlage | Fotos hochladen                         |
| 2853 Wikidata  | Schulstraße 20 (53° 42′ 30″ N, 9° 34′ 9″ O)        | Gut Seestermühe: Alte Schule (ehem. Armenhaus) | Das Armenhaus geht auf eine Stiftung des ehemaligen Gutsherrn von Ahlefeldt zurück. Es wurde 1835 gebaut und diente später der Gemeinde Seestermühe als Schulhaus. 1974 wurde der Schulbetrieb eingestellt. Alteintragung (Aktualisierung vorgesehen) - Begründung: Alteintragung (Aktualisierung vorgesehen) - Schutzumfang: Alteintragung (Aktualisierung vorgesehen) - Denkmaltyp: Bauliche Anlage | Fotos hochladen                         |

## Gründenkmale
| Objekt-ID      | Lage                                         | Offizielle Bezeichnung                             | Beschreibung | Bild            |
| -------------- | -------------------------------------------- | -------------------------------------------------- | --- | --------------- |
| 1048 Wikidata  | Schulstraße 15 (53° 42′ 35″ N, 9° 33′ 48″ O) | Gut Seestermühe: Barockgarten                      | Alteintragung (Aktualisierung vorgesehen) - Begründung: geschichtlich, künstlerisch, Kulturlandschaft prägend - Schutzumfang: Gut Seestermühe: Barockgarten, Burggraben, Ellernwald, Kanalstück, Baumgartenbereich um die Herrenhausinsel, Graben westlich der Schule, Obstanbauwiesen westlich der Hofanlage - Denkmaltyp: Gründenkmal | Fotos hochladen |
| 13636 Wikidata | Schulstraße 15 (53° 42′ 24″ N, 9° 34′ 1″ O)  | Gut Seestermühe; Herrenhausinsel                   | Alteintragung (Aktualisierung vorgesehen) - Begründung: geschichtlich, künstlerisch, Kulturlandschaft prägend - Schutzumfang: gesamtes Objekt - Denkmaltyp: Gründenkmal | Fotos hochladen |
| 13637 Wikidata | Schulstraße 15 (53° 42′ 28″ N, 9° 34′ 5″ O)  | Gut Seestermühe; doppelte Lindenallee (Längsachse) | Alteintragung (Aktualisierung vorgesehen) - Begründung: geschichtlich, künstlerisch, Kulturlandschaft prägend - Schutzumfang: gesamtes Objekt - Denkmaltyp: Gründenkmal | Fotos hochladen |

## Ehemalige Kulturdenkmale
Bis zum Inkrafttreten der Neufassung des schleswig-holsteinischen Denkmalschutzgesetzes am 30. Januar 2015 waren in der Gemeinde Seestermühe nachfolgend aufgeführte Objekte als Kulturdenkmale gemäß §1 des alten Denkmalschutzgesetzes (DSchG SH 1996) geschützt:
| Objekt-ID | Lage                                                | Offizielle Bezeichnung       | Beschreibung | Bild            |
| --------- | --------------------------------------------------- | ---------------------------- | ------------ | --------------- |
|           | Achtern Diek 1 (53° 42′ 11″ N, 9° 33′ 45″ O)        | Kate                         |              | Fotos hochladen |
|           | Am Altenfeldsdeich 58 (53° 42′ 40″ N, 9° 33′ 13″ O) | Wohn- und Wirtschaftsgebäude |              | Fotos hochladen |
|           | Dorfstraße 8 (53° 42′ 14″ N, 9° 33′ 52″ O)          | Wohn- und Wirtschaftsgebäude |              | BW              |
|           | Dorfstraße 14 (53° 42′ 16″ N, 9° 33′ 58″ O)         | Wohn- und Wirtschaftsgebäude |              | BW              |
|           | Dorfstraße 40 (53° 42′ 12″ N, 9° 34′ 20″ O)         | ehem. Windmühle              |              | Fotos hochladen |
|           | Dorfstraße 46 (53° 42′ 11″ N, 9° 34′ 25″ O)         | Wohnhaus und Scheune         |              | Fotos hochladen |
|           | Im Esch 19 (53° 41′ 7″ N, 9° 33′ 50″ O)             | Wohn- und Wirtschaftsgebäude |              | Fotos hochladen |
|           | Im Felde 1 (53° 42′ 56″ N, 9° 34′ 41″ O)            | Wohn- und Wirtschaftsgebäude |              | Fotos hochladen |
|           | Schulstraße 2 (53° 42′ 16″ N, 9° 34′ 4″ O)          | Wohn- und Wirtschaftsgebäude |              | Fotos hochladen |

## Nicht mehr erhaltene ehemalige Kulturdenkmale
| Objekt-ID | Lage                                       | Offizielle Bezeichnung       | Beschreibung               | Bild |
| --------- | ------------------------------------------ | ---------------------------- | -------------------------- | ---- |
|           | Dorfstraße 16 (53° 42′ 17″ N, 9° 34′ 0″ O) | Wohn- und Wirtschaftsgebäude | Im Sommer 2020 abgerissen. | BW   |